# Z8 Bruno Heinemann
Z8 «Бруно Гайнеманн» (нім. Z-8 «Bruno Heinemann») — німецький ескадрений міноносець типу 1934A.
Названий на честь Бруно Гайнеманна, старшого офіцера лінкору «Кьоніг». Корветтен-капітан Бруно Хайнеманн був убитий повсталими матросами 5 листопада 1918 року під час Кільского повстання.
Закладено 14 січня 1936 року на верфі фірми «Дешимаг» в Бремені. Спущений на воду 15 вересня 1936 року і 8 січня 1938 року вступив у стрій. Після вступу в лад був приписаний до 6 дивізіону ескадрених міноносців Крігсмаріне. Станом на вересень 1939 року бортовий № 63.

## Історія служби
У квітні 1938 року зробив плавання в Норвегію з заходом в Ульсвік.
19 серпня 1938 року брав участь у флотському огляді за участю рейхсканцлера Гітлера і регента Угорщини адмірала Горті.
1 листопада 1938 року увійшов до складу 2-ї флотилії ескадрених міноносців крігсмаріне.
З початком Другої світової війни брав участь в Польській кампанії.
З жовтня 1939 року до лютий 1940 року діяв в Північному морі і Балтійських протоках, беручи участь в мінно-загороджувальних операціях біля східного узбережжя Великої Британії.
12 — 13 грудня 1939 року, спільно з ескадреними міноносцями «Еріх Штайнбрінк», «Ріхард Бітзен», «Фрідріх Інн» і «Герман Кюнне», брав участь в мінних постановках поблизу узбережжя Великої Британії в районі Ньюкасла. У ніч на 13 грудня 1939 року одержав ушкодження в результаті пожежі в машинному відділенні.
У першій половині квітня 1940 року брав участь в операції «Везерюбунг», входячи до складу Тронгеймської групи.
19-20 і 29-30 квітня разом з есмінцем «Ріхард Бітзен» здійснював мінні постановки в Північному морі.
З червня по жовтень 1940 року ескадрений міноносець «Бруно Гайнеманн» знаходився в ремонті.
З квітня по вересень 1941 року базувався і діяв в західній Франції. З вересня по листопад 1941 року проходив черговий ремонт.
З 14 по 20 січня 1942 року, разом з есмінцями «Пауль Якобі», «Ріхард Бітзен» і Z29, входив до складу ескортної групи лінкора «Тірпіц» при переході з Німеччини в Тронгейм-фіорд.
25 січня 1942 року при підготовці до прориву німецьких лінкорів з Бреста в Німеччину підірвався на двох британських авіаційних магнітних мінах у 8 милях на північ від Дюнкерка і затонув в точці 51°16′ пн. ш. 02°15′ сх. д. / 51.267° пн. ш. 2.250° сх. д.. Загинуло 93 члени екіпажу.

## Командири корабля
| Ім'я і звання                                   | Час служби                     |
| ----------------------------------------------- | ------------------------------ |
| корветтен-капітан/фрегаттен-капітан Фріц Бергер | 8 січня 1938 — 3 грудня 1939   |
| корветтен-капітан Георг Лангхельд               | 4 грудня 1939 — 14 травня 1940 |
| корветтен-капітан Герман Альбертс               | 15 травня 1940 — 25 січня 1942 |